# Canberra Cannons
Die Canberra Canons waren eine professionelle Basketball-Mannschaft der australasischen National Basketball League (NBL) aus der australischen Hauptstadt Canberra. Das Team gründete sich 1979 und wechselte zur Saison 2003/04 nach Newcastle, unter Änderung des Namens in Hunter Pirates.

## Erfolge
- NBL-Meister (3): 1983, 1984, 1988
- Playoff-Teilnahmen (11): 1979, 1983, 1984, 1985, 1986, 1987, 1988, 1989, 1992, 1996, 1997
- Final-Teilnahmen (5): 1979, 1983, 1984, 1988, 1989

## Saisonbilanzen
- Meister der NBL
- Vizemeister der NBL

| Saison  | Platz | Spiele | Siege | Niederlagen | Siegquote in % | PlayOffs                       |
| ------- | ----- | ------ | ----- | ----------- | -------------- | ------------------------------ |
| 1979    | 2     | 18     | 13    | 5           | 72,2           | im Finale verloren             |
| 1980    | 7     | 22     | 11    | 11          | 50,0           | nicht qualifiziert             |
| 1981    | 7     | 22     | 12    | 10          | 54,5           | nicht qualifiziert             |
| 1982    | 11    | 26     | 8     | 18          | 30,8           | nicht qualifiziert             |
| 1983    | 2     | 22     | 16    | 6           | 72,7           | im Finale gewonnen             |
| 1984    | 2     | 23     | 16    | 7           | 69,6           | im Finale gewonnen             |
| 1985    | 4     | 26     | 19    | 7           | 73,1           | im Halbfinale ausgeschieden    |
| 1986    | 2     | 26     | 19    | 7           | 73,1           | im Halbfinale ausgeschieden    |
| 1987    | 5     | 26     | 17    | 9           | 65,4           | im Viertelfinale ausgeschieden |
| 1988    | 4     | 24     | 16    | 8           | 66,7           | im Finale gewonnen             |
| 1989    | 1     | 24     | 18    | 6           | 75,0           | im Finale verloren             |
| 1990    | 7     | 26     | 16    | 10          | 61,5           | nicht qualifiziert             |
| 1991    | 10    | 26     | 9     | 17          | 34,6           | nicht qualifiziert             |
| 1992    | 8     | 24     | 11    | 13          | 45,8           | im Viertelfinale ausgeschieden |
| 1993    | 9     | 26     | 12    | 14          | 46,2           | nicht qualifiziert             |
| 1994    | 11    | 26     | 7     | 19          | 26,9           | nicht qualifiziert             |
| 1995    | 9     | 26     | 12    | 14          | 46,2           | nicht qualifiziert             |
| 1996    | 4     | 26     | 16    | 10          | 61,5           | im Halbfinale ausgeschieden    |
| 1997    | 6     | 30     | 15    | 15          | 50,0           | im Viertelfinale ausgeschieden |
| 1998    | 7     | 30     | 14    | 16          | 46,7           | nicht qualifiziert             |
| 1998/99 | 11    | 26     | 8     | 18          | 30,8           | nicht qualifiziert             |
| 1999/00 | 8     | 28     | 11    | 17          | 39,3           | nicht qualifiziert             |
| 2000/01 | 11    | 28     | 3     | 25          | 10,7           | nicht qualifiziert             |
| 2001/02 | 10    | 30     | 12    | 18          | 40,0           | nicht qualifiziert             |
| 2002/03 | 8     | 30     | 11    | 19          | 36,7           | nicht qualifiziert             |

## Trainerhistorie
- Cal Stamp: 1979–1980
- Patrick Hunt: 1981
- Ian Ellis: 1982
- Bob Turner: 1983–1986
- Jerry Lee: 1987–1988
- Steve Breheny: 1989–1990
- Mel Dalgleish: 1997
- Barry Barnes: 1998–1994
- Brett Flanigan: 1995–2000
- Cal Bruton: 2000–2002
- Lloyd Klaman: 2002–2003